# Bailey Musgrave
Bailey G. Musgrave, né en 1998, est un nageur sud-africain.

## Carrière
Bailey Musgrave remporte aux Championnats d'Afrique de natation 2021 à Accra la médaille d'or sur 200 mètres brasse et sur 4 x 100 m quatre nages mixte et la médaille d'argent sur 4 x 100 mètres quatre nages.